# Julie Hoyle
Julie Hoyle (* 27. März 1938) ist eine ehemalige britische Schwimmerin.

## Karriere
Hoyle nahm 1956 an den Olympischen Spielen teil. Im australischen Melbourne erreichte sie über 100 m Rücken das Finale und platzierte sich dort auf Rang sechs.